# Blumberg
Pour les articles homonymes, voir Blumberg (homonymie).
Blumberg est une ville de Bade-Wurtemberg (Allemagne) située dans l'arrondissement de Forêt-Noire-Baar (district de Fribourg-en-Brisgau).

## Personnalités liées à la ville
- Augustin Bea, prélat